# Wikipedia rumuńskojęzyczna
Wikipedia rumuńskojęzyczna – edycja Wikipedii w języku rumuńskim, założona 15 lipca 2003.
30 listopada 2010 roku liczyła 153 257 artykułów, co dawało jej 19 pozycję wśród wszystkich edycji językowych. W grudniu 2004 użytkownicy rumuńskiej Wikipedii rozpoczęli rozmowy na temat utworzenia lokalnego stowarzyszenia Wikimedia, Asociația Wikimedia România. Logo Wikipedii rumuńskojęzycznej różni się od innych Wikipedii. Literę Й na logo zastąpiono rumuńską literą Ă.
W kwietniu 2004 roku Wikipedia rumuńskojęzyczna wsparła utworzenie arumuńskiej Wikipedii.